# Thalamita crosnieri
Thalamita crosnieri is een krabbensoort uit de familie van de Portunidae. De wetenschappelijke naam van de soort is voor het eerst geldig gepubliceerd in 1983 door Vannini.